# Suró
Suró es una entidad de población española del municipio de Talavera, perteneciente a la provincia de Lérida, en la comunidad autónoma de Cataluña. En 2022, tenía empadronados tres habitantes.